# Sylvester Marsh
Sylvester Marsh (* 30. September 1803 in Campton, New Hampshire, USA; † 30. Dezember 1884 in Concord) war ein US-amerikanischer  Erfinder und Eisenbahningenieur.

## Leben und Wirken
Marsh wuchs als neuntes von elf Kindern im ländlichen New Hampshire auf. Im Alter von 19 Jahren ging er zu Fuß nach Boston in Massachusetts, wo er sich im Handel mit Lebens- und Futtermitteln sowie im Fleischhandel betätigte und einen eigenen Betrieb in der Markthalle aufbaute. 1827 ging er nach Ohio und ließ sich in Ashtabula am Eriesee nieder. In späteren Jahren zog er in den heutigen Mittleren Westen der USA und war mit dem Handel und Export von Getreide und besonders von Mais erfolgreich. Gleichzeitig erfand er verschiedene Verfahren, um Mais durch den Einsatz von Dampfmaschinen zu trocknen, somit für den Transport geeigneter zu machen und sicherte sich entsprechende Patente für seine Verfahren und Maschinen.
Marsh ging als reicher Mann Mitte der 1850er Jahre zurück nach Neuengland, wo er sich der touristischen Entwicklung seiner Heimat durch Eisenbahnbau und Bau von Hotels und anderer Infrastruktur widmete.
Mit Unterstützung von ausgebildeten Ingenieuren entwarf Marsh die erste Zahnradbahn der Welt, bei der auf einer dritten Schiene in der Mitte der Gleise Dampflokomotiven mittels eines Zahnrades Steigungen bewältigen. Für diese Erfindung erhielt er im September 1861 und Januar 1867 US-Patente.
1866 begannen die Arbeiten an der Zahnradbahn am Mount Washington in New Hampshire. Auf einer Strecke von 500 Metern fanden am 29. August erste Versuche statt. Die offizielle Eröffnung der noch nicht vollständig fertiggestellten Strecke der Mount Washington Cog Railway erfolgte am 14. August 1868. Am 3. Juli 1869 konnte sie auf der ganzen Länge in Betrieb genommen werden.

## Technische Daten der Bahnstrecke
Die Mount Washington Cog Railway, die heute noch in Betrieb ist, überwindet auf einer Länge von 4,8 Kilometern einen Höhenunterschied von 1097 Metern. Die Steigung beträgt durchschnittlich 25 %, auf der Strecke mit der größten Neigung jedoch 37,41 %. Die Spurweite der Bergbahn beträgt 4′ 8′′, das sind 1422 mm. Heute wird nur noch der erste Zug eines Tages mit einer Dampflok betrieben, der Normalbetrieb erfolgt seit 2009 durch dieselbetriebene Loks.